# Феурей
Феурей (рум. Făurei) — місто у повіті Бреїла в Румунії.
Місто розташоване на відстані 116 км на північний схід від Бухареста, 57 км на захід від Бреїли, 148 км на північний захід від Констанци, 70 км на південний захід від Галаца, 144 км на південний схід від Брашова.

## Населення
За даними перепису населення 2002 року у місті проживали 4097 осіб.
Національний склад населення міста:
| Національність | Кількість осіб | Відсоток |
| -------------- | -------------- | -------- |
| румуни         | 3967           | 96,8%    |
| цигани         | 125            | 3,1%     |
| турки          | 2              | < 0,1%   |
| угорці         | 1              | < 0,1%   |
| українці       | 1              | < 0,1%   |

Рідною мовою назвали:
| Мова      | Кількість осіб | Відсоток |
| --------- | -------------- | -------- |
| румунська | 4034           | 98,5%    |
| циганська | 53             | 1,3%     |
| турецька  | 7              | 0,2%     |
| угорська  | 1              | < 0,1%   |
| німецька  | 1              | < 0,1%   |

Склад населення міста за віросповіданням:
| Релігія                                       | Кількість осіб | Відсоток |
| --------------------------------------------- | -------------- | -------- |
| православні                                   | 4066           | 99,2%    |
| адвентисти                                    | 16             | 0,4%     |
| римо-католики                                 | 3              | 0,1%     |
| мусульмани                                    | 3              | 0,1%     |
| реформати                                     | 2              | < 0,1%   |
| греко-католики                                | 2              | < 0,1%   |
| баптисти                                      | 2              | < 0,1%   |
| лютерани (Синодально-пресвітеріанська церква) | 1              | < 0,1%   |
| атеїсти                                       | 1              | < 0,1%   |
| не вказали релігію                            | 1              | < 0,1%   |

## Транспорт
Великий залізничний вузол. Гілки розходяться на Галац, Урзічень, Бирлад, Фетешть, Бузеу.

## Зовнішні посилання
- Дані про місто Феурей на сайті Ghidul Primăriilor [Архівовано 17 грудня 2011 у Wayback Machine.]